# Patrick Cowley
Patrick Joseph Cowley (* 19. Oktober 1950 in Buffalo, New York; † 12. November 1982 in San Francisco, Kalifornien) war ein US-amerikanischer Disco- und Hi-NRG-Musikproduzent. In einem Atemzug mit Giorgio Moroder wird Cowley als einer der Pioniere der elektronischen Tanzmusik gefeiert.

## Karriere
Patrick Cowley zog 1971 von Buffalo nach San Francisco, um am City College of San Francisco den Electronic Music Course zu besuchen. Dort kam er erstmals in Kontakt mit Synthesizern. Bei seiner Arbeit als Lichttechniker in der City Disco lernte er den Sänger Sylvester kennen, der dort auftrat. Sie begannen eine Zusammenarbeit, und Cowleys aggressiver Synthesizer-Stil wurde schnell mit Sylvesters Songs verbunden. Ihre Fangemeinde in der Club-Dance-Szene reagierte enthusiastisch auf Hits wie You Make Me Feel (Mighty Real), Dance (Disco Heat), und ihre in den USA erfolgreichste Single Do Ya Wanna Funk.
Unter seinem eigenen Namen hatte Cowley die Hits Menergy (1981), eine freimütige Hommage an die homosexuelle Clubszene, und Megatron Man. Er schrieb und produzierte auch die Dancesingle Right on Target für den Sänger Paul Parker, die Platz 1 in den Hot Dance Music/Club Play-Charts erreichte. Cowley produzierte auch einen mehr als 15 Minuten langen Remix von Donna Summers I Feel Love, der heute ein Sammlerstück ist.
Frank Loverde, den er ebenfalls im City kennenlernte, widmete er den Song Die Hard Lover, dieser wurde von Linda Imperial mit der Gruppe Loverde gecovert. Die in Diskotheken bekannte Version (schneller Cha-Cha-Cha-Rhythmus, gelbes Cover) wurde unter dem Projektnamen Loverde & Patrick Cowley (1982) veröffentlicht.
Sein letztes Album Mind Warp komponierte Cowley zu einer Zeit, in der sich seine HIV-Infektion bereits zu einem vollen Krankheitsbild ausgeweitet hatte. Die Songs des Albums reflektieren seine zunehmende Entfernung von der konventionellen Realität, während die Krankheit fortschritt. Ein mit Indoor-Life-Sänger Jorge Socarras aufgenommenes Album wurde erst 2009 veröffentlicht. Bands wie die Pet Shop Boys und New Order nennen Cowleys Stil als großen Einfluss auf ihre Musik.
Patrick Cowley starb im November 1982 an den Folgen seiner AIDS-Erkrankung, sein Freund Sylvester James starb im Dezember 1988 ebenfalls an AIDS.

## Diskografie
Patrick Cowleys Soloalben
- 1979: Catholic (2009 veröffentlicht)
- 1981: Menergy
- 1982: Megatron Man
- 1982: Mind Warp

Kompilationen
- 2015: Muscle Up

Singles (Auswahl)
- Right On Target
- Die Hard Lover
- Do Ya Wanna Funk (mit Sylvester)
- Tech-no-logical world